# Sosticus poonaensis
Sosticus poonaensis är en spindelart som beskrevs av Benoy Krishna Tikader 1982. Sosticus poonaensis ingår i släktet Sosticus och familjen plattbuksspindlar. Inga underarter finns listade i Catalogue of Life.